# 구진 (신라 후기)
구진(具鎭, 생몰년 미상)은 고려의 문신 겸 정치인이다.

## 생애
신라(新羅) 태생인 그는 한때 태봉(泰封) 군주 궁예(弓裔)에게 충성하였으며 이후 918년 왕건(王建)이 궁예를 축출하고 태봉을 멸한 뒤 고려(高麗)를 세우자 고려 태조 왕건(高麗 太祖 王建)에게 중용되어 나주도대행대시중의 관직을 지내며 잠시 고려의 대리청정을 전담하기도 했다.